# Márványozás

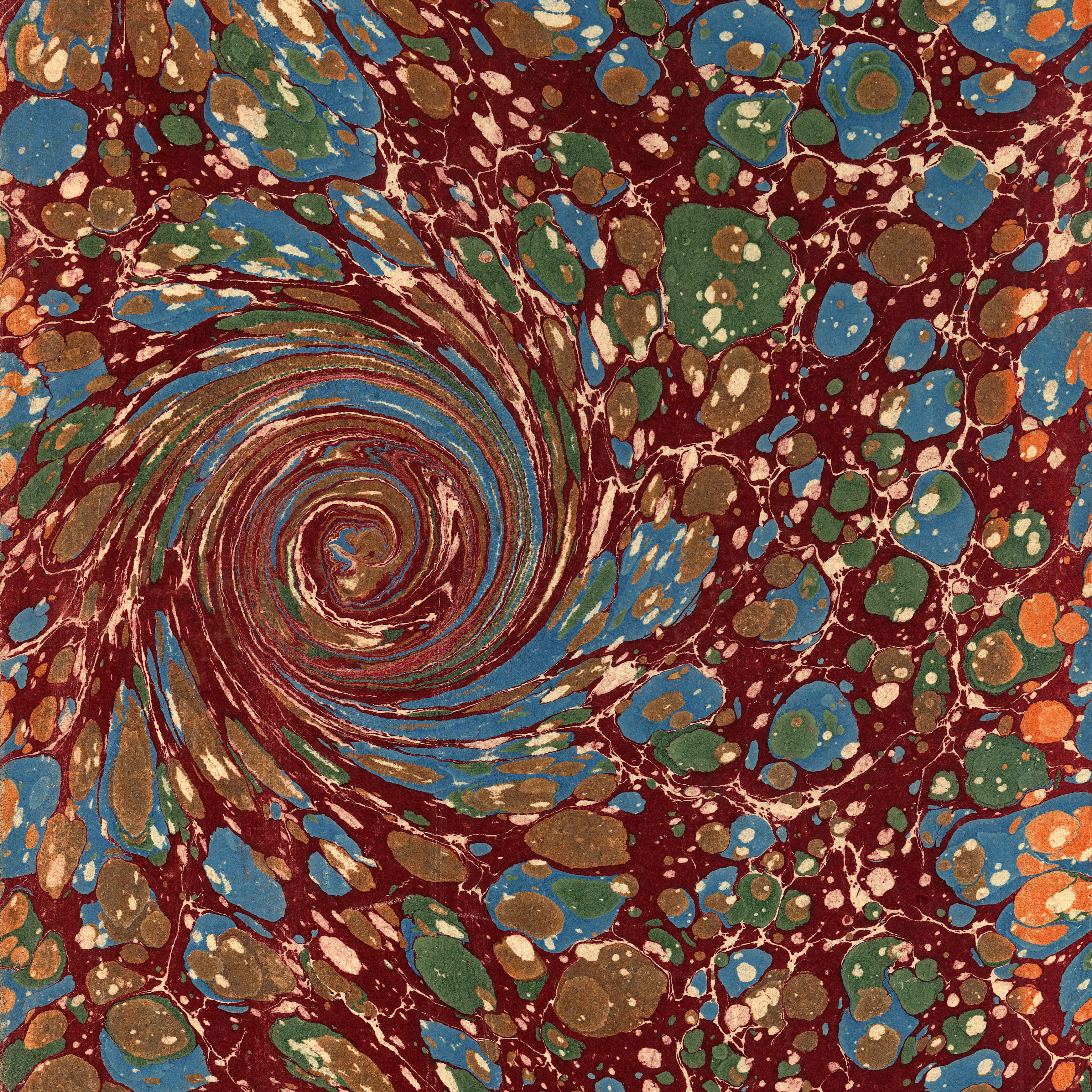
Márványozott papír egy kézi kötésű könyv fedeléről, Franciaország, cc. 1880.

A márványozás (angolul: paper marbling, perzsa: ابرى abrí [felhős], törökül: ebru, japánul: 墨流し szuminagasi [lebegő tinta]) egy papírfestési technika, melyet eredetileg főként a könyvkötészetben használtak, de képek készítésére is alkalmas. Eredete valószínűleg ázsiai, feltehetően vagy Japánból, vagy Kínából indult útra, és perzsa–oszmán közvetítéssel jutott el Európába, először Németországba a 17. század elején, majd nem sokkal később Franciaországban is megjelent, és innen terjedt el a kontinensen.

## Története
Az első ismert márványozott borító 1118-ból, Japánból származik, itt szuminagasinak hívják, ami körülbelül annyit tesz, „lebegő tintaforma” Azt nem tudni, hogy ott fejlődött-e ki, vagy pedig Kínában. Nem sokkal később az arab országokban is megjelent, elképzelhető, hogy az ázsiai módszertől függetlenül fejlődött ki itt, de nem zárható ki az sem, hogy átvették. Az európai utazók valószínűleg Perzsiában vagy Törökországban (Oszmán Birodalom) találkozhattak először ezzel a technikával, innen eredhet a másik ismert neve, a „török papír” (Turkish paper).
Európában először a 17. század elején jelent meg Németországban, majd hamarosan Franciaországban. 1662-ben John Evelyn bemutatta a márványozás technikáját a Royal Society-ben és Nagy-Britanniában is hamarosan terjedni kezdett. Az angol könyvkötészek a kontinensről hozatták a márványozott papírlapokat, a 18. század végére már a szigetországban is elkezdték készíteni. 1664-ben Athanasius Kircher is írt róla Értekezés a papír díszítésének török módjáról címmel Ars Magna Lucis et Umbrae című munkájában. Amerikába a 19. században jutott el.
A könyvkötészek előszeretettel alkalmazták ezt a technikát, mely alkalmas volt a rontott és amúgy kidobásra ítélt papírlapok újrahasznosítására is. Erre egy példa John Cleland hírhedt könyve, a Memoirs of a Woman of Pleasure, melyet az 1800-as évek elején kezdett el szerkeszteni egy angol nyomdász, de valamilyen oknál fogva félbehagyta. A könyv lapjait márványozással újrahasznosították, így a lapok több más könyv – köztük iskolai tankönyv és vallásos tartalmú könyv – borítójául szolgáltak. Az évek során elhasználódott borítókról kopni kezdett a festék és elő-előtüntek alóluk a Fanny Hill-nek is nevezett történet sorai.
A gépesített könyvkötészet megjelenésével a márványozás technikája háttérbe szorult, ám mind a mai napig is készülnek egyedi borítású könyvek ezzel a technikával, és kézműves művészetként tovább él.

## Technikája

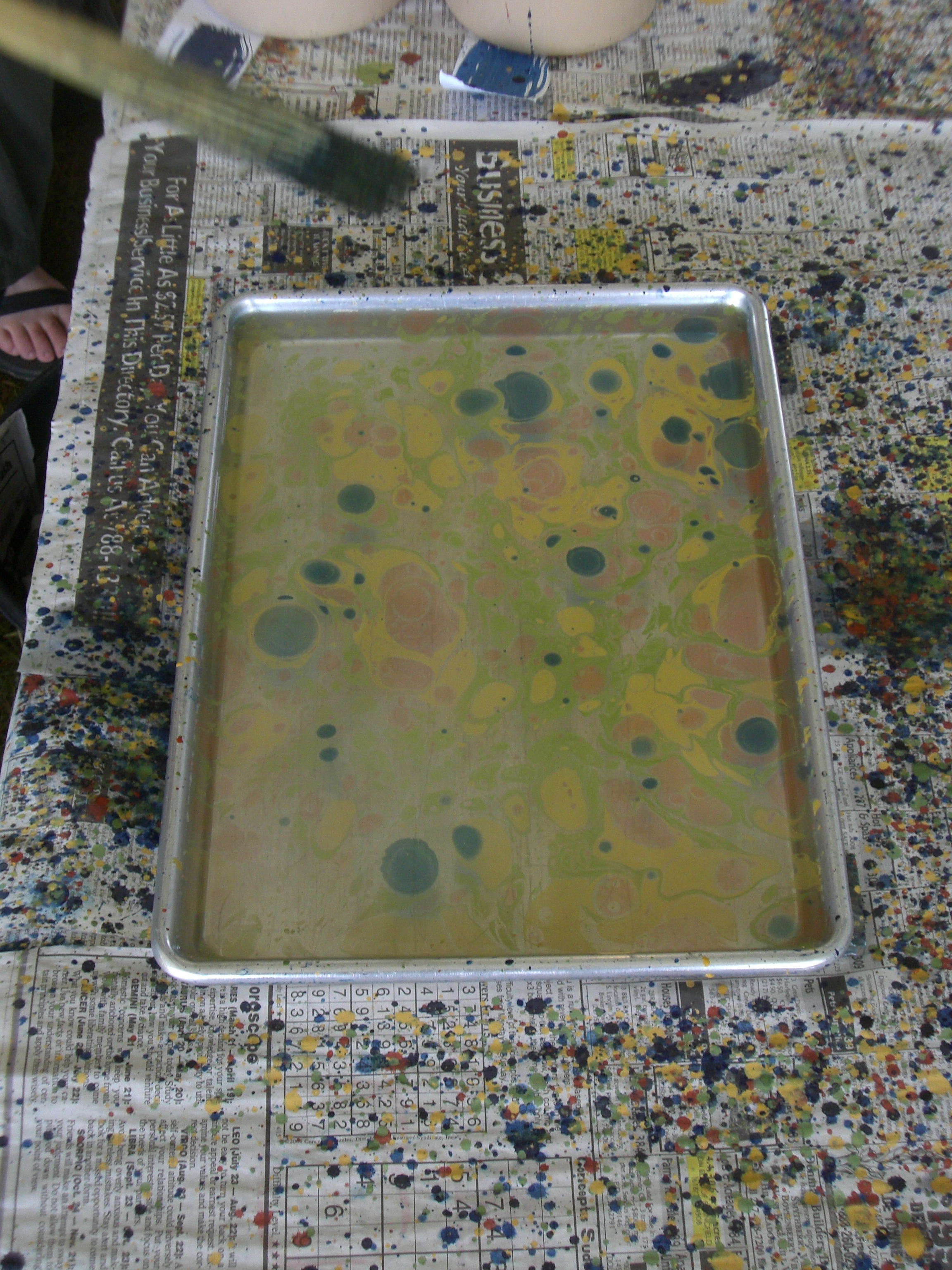
Festékes víz a márványozáshoz

Bár a márványozás technikája egyszerűnek tűnik, türelmet és gyakorlatot igényel. A megfelelőre méretezett edényben lévő vízhez sűrítő anyagot adnak, melyet megfelelő mennyiségben kell adagolni. Ez az anyag teszi lehetővé, hogy a festék ússzon a víz felszínén. Különféle színű festékeket cseppentenek a víz felszínére, melyekből ecsettel vagy más tárggyal mintákat formáznak. Ezután a papírlapot (esetleg fatáblát) óvatosan, pár másodpercre a víz felszínére helyezik, a papír pedig felveszi a kialakított mintát. Száradás után ragasztják a kívánt felületre a márványozott papírlapot.
A festékből általában gemoetriai vagy amorf alakzatokat hoznak létre, de a török ebru-művészet különféle, felismerhető formákat is létrehozott, így például különféle çiçekli (virágos) mintákat, tulipánt, kamillavirágot is tudnak formázni a vízen lebegő festékből.